# 弗里安迪 (费尔盖拉什)
弗里安迪 (费尔盖拉什)是葡萄牙波尔图区的一个堂区。总面积3.3平方公里，总人口1664人，人口密度为504.2人/平方公里。